# Camillo Achilli
Camillo Achilli (ur. 21 sierpnia 1921 w Mediolanie, zm. 14 czerwca 1998 tamże) – włoski piłkarz i trener piłkarski.
Grał w Interze Mediolan (1945–1951) i Genoi CFC (1951–1953).
W 1960 krótko trenował Inter Mediolan.